# Cecilia Baena
 (novembre 2009).
Si vous disposez d'ouvrages ou d'articles de référence ou si vous connaissez des sites web de qualité traitant du thème abordé ici, merci de compléter l'article en donnant les références utiles à sa vérifiabilité et en les liant à la section « Notes et références ».
Cecilia Margarita Baena Guzmán (née le 10 octobre 1986 à Carthagène des Indes), plus connue sous le nom de Chechi Baena, est une patineuse de vitesse colombienne.

## Biographie
Elle a commencé à patiner à un âge précoce et est devenue l'une des patineuses les plus célèbres dans son pays et son sport, le patinage de course. 
En 2004, elle a obtenu ses trois premiers titres au championnat mondial en Italie. 
Elle a gagné 16 titres internationaux en représentant son pays, la Colombie.

## Titres

### Monde
- 6 titres du monde seniors.
- 18 titres mondiaux juniors.

### Américains
- 10 titres.

### National
- 63 titres.